# Pavel Rybak
Pavel Aljaksandravič Rybak (in bielorusso Павел Аляксандравіч Рыбак?; Hrodna, 11 settembre 1983) è un ex calciatore bielorusso, di ruolo difensore.

## Carriera
Ha giocato nella massima serie bielorussa.

## Palmarès

### Club

#### Competizioni nazionali
- Coppa di Bielorussia: 2

Šachcër Salihorsk: 2018-2019
BATE: 2020-2021
- Supercoppa di Bielorussia: 1

BATE: 2022